# Arginusiska öarna

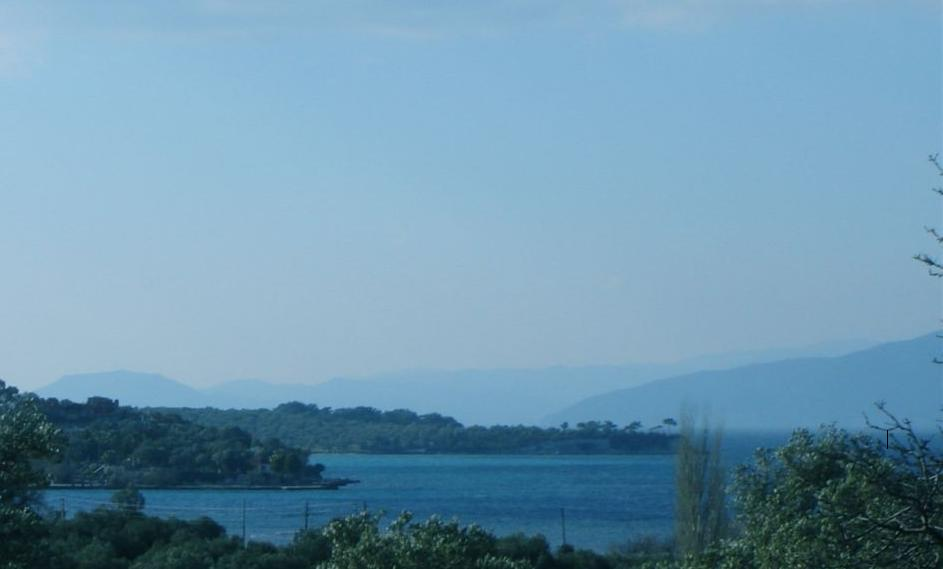

Arginusiska öarna är en liten ögrupp i Egeiska havet, på Mindre Asiens kust, mitt emot Lesbos södra udde. De är berömda för den sjöseger som atenarna under det peloponnesiska kriget där vann över spartanerna under Kallikratidas (406 f.Kr.). På den största av de tre öarna låg staden Arginusa.